# 荡虺
蕩虺（？—？），子姓，蕩氏，名虺，是公孙寿的儿子，蕩意诸的弟弟，宋国司马。
公子蕩死的时候，公孙寿辞去司城的官职，请求让自己的儿子蕩意诸接任。他后来告诉别人说：“国君无道，我的官位接近国君，很怕祸患惹到自己身上。可是舍弃官职，家族就无所庇护。儿子，是我的代表，姑且让我晚点死去。这样即便丧失了儿子，还不致于让家族灭亡。”
前611年十一月二十二日，宋昭公准备去孟诸打猎，宋襄夫人就派人在路上杀死了他，蕩意诸也因此而死。宋文公即位后，派母弟须做了司城。华耦死后，宋文公派蕩虺担任司马。